# Líbano nos Jogos Olímpicos de Inverno de 1948
O Líbano competiu nos Jogos Olímpicos de Inverno de 1948, realizados em St. Moritz, Suíça.